# Kalimorpha sola
Kalimorpha sola är en insektsart som beskrevs av Nielson 1979. Kalimorpha sola ingår i släktet Kalimorpha och familjen dvärgstritar. Inga underarter finns listade i Catalogue of Life.